# Pavel Váňa
Pavel Váňa (1947 – 3. června 2012) byl český bylinkář („fytoterapeut“), původně vyučený zahradník. Žil převážně v Novém Bydžově, kde pracoval 37 let jako listonoš. Botanice a léčivým rostlinám se věnoval od mládí, později složil zkoušky na Farmaceutické fakultě v Hradci Králové, absolvoval též roční stáž na Lékařské fakultě MU v Brně.
Psal do časopisů Receptář, Regenerace, Xantypa, vystupoval též v televizním pořadu Sama doma, na ČRo2 a v regionálních rádiích Regina, Region, Pardubice a dalších.[zdroj?]
Je autorem knih Rady bylináře Pavla 1-3, S bylinářem Pavlem v kuchyni, Léčivé stromy a keře podle bylináře Pavla 1–2, Léčivé houby podle bylináře Pavla, Průvodce bylináře Pavla celým rokem, Pavlův bylinářský vševěd, Léčení zvířat podle bylináře Pavla a Jak se léčí cukrovka.[zdroj?]